# Herz-Jesu-Kirche (Klein Berßen)

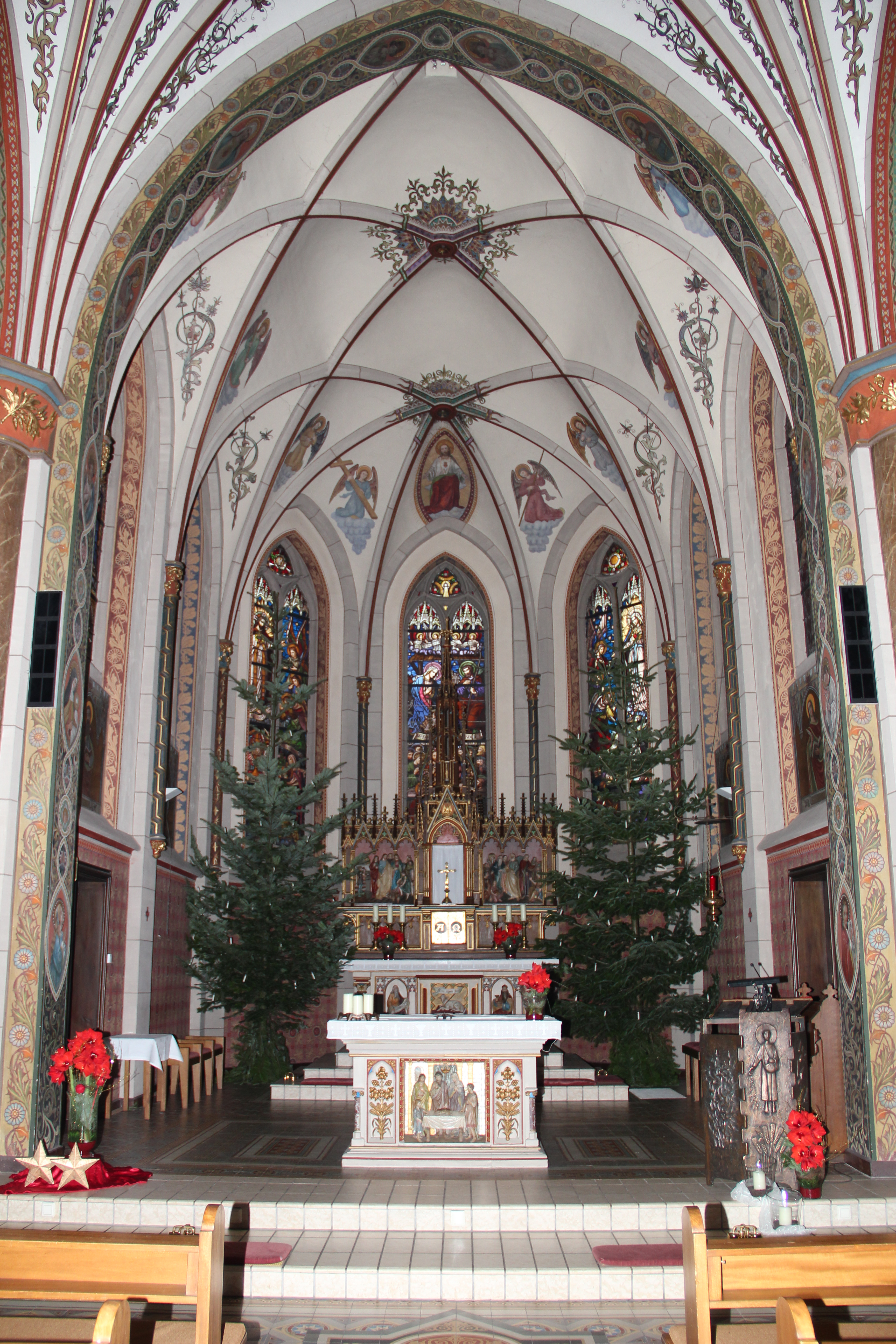
Chorraum

Die Herz-Jesu Kirche (ⓘ) ist die katholische Dorfkirche der emsländischen Dörfer Groß Berßen und Klein Berßen. Der Grundstein für den Bau wurde 1895 gelegt, die Fertigstellung erfolgte im Jahr 1900. Die Hallenkirche ist ein aus Backsteinen errichteter neugotischer Bau. Architekt war der Osnabrücker Dombaumeister Johann Bernhard Hensen aus Sögel. 
Die bauzeitliche Ausmalung ist inzwischen stark übermalt, aber die Ausstattung aus der Bauzeit ist noch weitgehend erhalten. Zwischen den lebensgroßen Figuren eines bauzeitlichen Apostelzyklus befindet sich als wertvollstes Ausstattungsstück eine Sandsteinfigur Johannes’ des Täufers aus der Zeit um 1350, die vermutlich aus Münster oder Osnabrück stammt. Die Kirche besitzt eine weitere überlebensgroße Figur Johannes’ des Täufers aus dem 18. Jahrhundert. 
Das Gotteshaus ersetzte die im Jahr 1218 an dieser Stelle erbaute Michaeliskirche, die 1894 abgerissen wurde. 